# Комісарик Никифор Филимонович
Никифор Филимонович Комісарик (нар. 31 грудня 1912, село Седлище, тепер Старовижівського району Волинської області — 2000, Волинська область) — український радянський діяч, голова виконавчого комітету Старовижівської районної ради Волинської області. Депутат Верховної Ради УРСР 2-го скликання.

## Біографія
Народився у бідній селянській родині. У 1927 році закінчив сім класів Седлищанської сільської школи. Працював наймитом у заможних селян.
Член Комуністичної партії Західної України (КПЗУ) з травня 1930 року.
З 1930 року — член підпільного Седлищанського районного комітету КПЗУ Волинського воєводства. У 1931 році заарештований і засуджений на 4 роки тюремного ув'язнення у Ковельській в'язниці. У 1934 році звільнений, але незабаром знову заарештований і засуджений за революційну діяльність на 7 років ув'язнення. Відбував ув'язнення у Брест-Литовській і Седлицькій в'язницях. У вересні 1939 року вийшов на волю.
З вересня 1939 року — голова тимчасового сільського комітету села Седлище на Старовижівщині. У 1940—1941 роках — голова виконавчого комітету Седлищанської сільської ради депутатів трудящих Старовижівського району Волинської області.
Під час німецько-радянської війни з 1941 року служив у Червоній армії. У складі окремого будівельного батальйону воював на Південному, Донському, Сталінградському, Степовому, 2-му Українському фронтах.
У 1945 році демобілізований із армії, повернувся до Волинської області. Працював пропагандистом відділу пропаганди та агітації Старовижівського районного комітету КП(б)У Волинської області. З 1945 року навчався у Львівській партійній школі.
З 1946 року — голова виконавчого комітету Старовижівської районної ради депутатів трудящих Волинської області.
Потім — на пенсії. Помер у червні 2000 року.

## Нагороди
- орден Червоної Зірки
- орден Вітчизняної війни 2-го ст. (6.04.1985)
- медаль «За бойові заслуги»
- медаль «За оборону Сталінграда»
- медаль «За оборону Кавказа»
- медаль «За взяття Будапешта»
- медаль «За перемогу над Німеччиною у Великій Вітчизняній війні 1941—1945 років»
- медалі